# 弱電

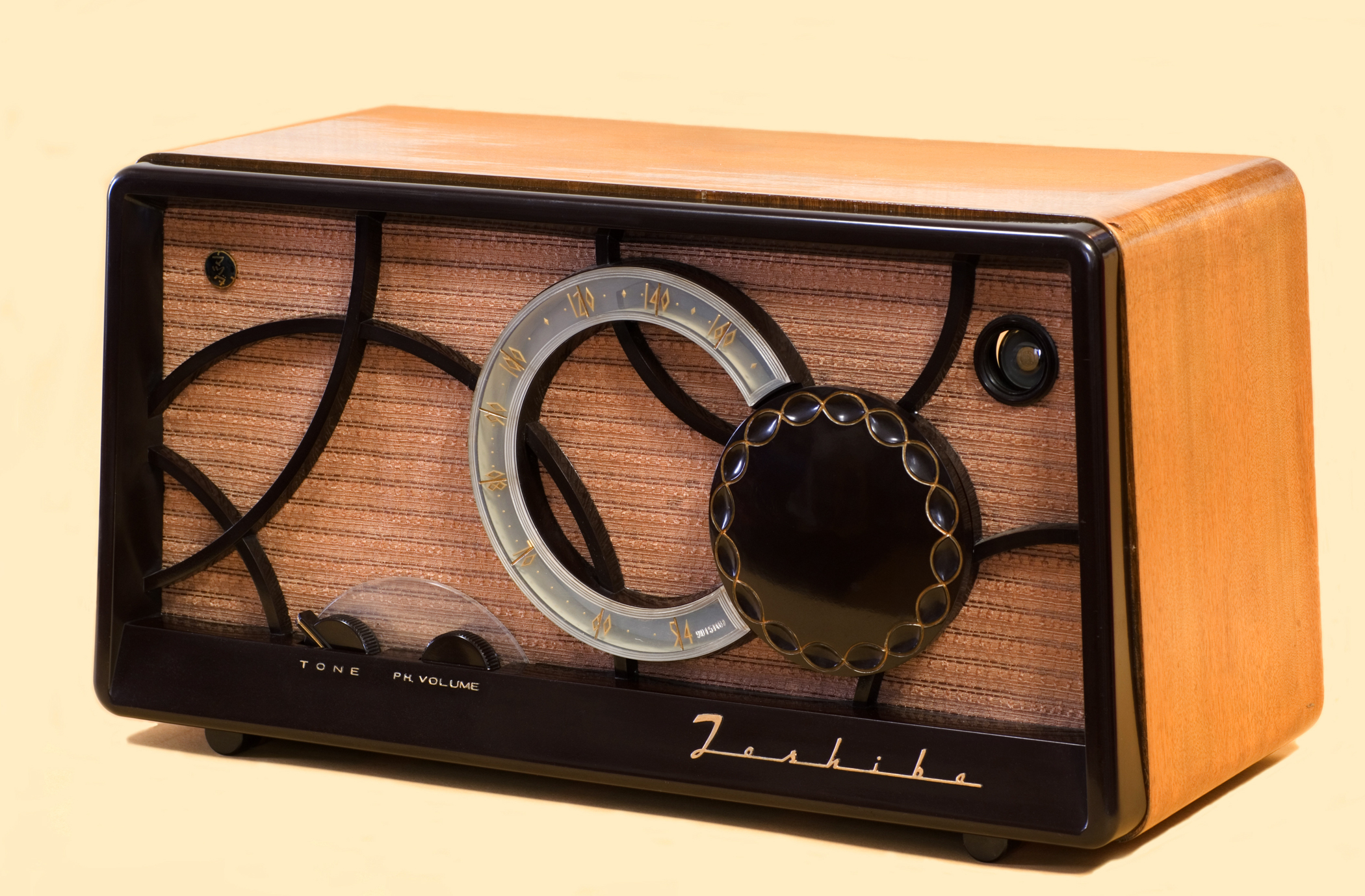
ラジオ

弱電（じゃくでん）とは電気（電力）の利用方法として、通信・制御・情報に関する分野を指す語である。工学の分野としては（強電が電気工学に対応するのに対して）電子工学、通信工学が対応する。学会には電子情報通信学会（元は電子通信学会）がある。

## 概要
動力としての電気（電力）を供給する強電の対義語であり、主に電気的な信号を伝えたり、あるいはその電気信号で何らかの機器を制御することなどを指すほか、設備では電線のうち動力としての電力を供給するものを強電線、信号を伝えるためのものを弱電線として扱う。
こういった分野の最も原初的なものは、館内放送などとしてのパブリック・アドレス（PA, 公衆伝達）設備に係わる音響インピーダンスの高いハイインピーダンススピーカーと放送設備本体、そしてそれらを接続する電線である。こういった設備は、施設の利便性を上げる機能を担っている。また、電話など通信のための経路も古くから用いられている弱電設備である。
今日の弱電では、前述の放送・電信電話設備以外に火災報知機関連や照明制御・空気調和制御関連、機械警備のための各種保安機器に類するものが挙げられるほか、施設によっては建物付帯の映像機器に絡むものなど、多岐に渡る。さらに、インテリジェントビルに見られるようなコンピュータネットワークへの対応も弱電の範疇で扱われる。

## 弱電の考え方
弱電関連で強電と最も異なる側面は、ノイズに対する考え方である。強電でも接続される機器側で想定外の電圧・電流の変動があった場合はそれらの機器が異常な動作をするために問題視されるが、弱電で通信経路にノイズが入ることはなおさら問題視される。
電気的なノイズは、ノイズ以外の正常な電気信号との比率（SN比）で表すことができるが、これは正常な電気信号に対してノイズが無視できるほどの小ささであるなら問題がない。しかし、正常な電気信号に対して無視できないほど大きなノイズは、正常な電気信号による通信を妨げるために問題視される。これは例えるなら、前者が「オーケストラ演奏中に飛んでいる蚊の羽音」、後者は「会話している傍でオートバイのエンジンを空吹かししている」のに似ている。前者はまったく無視できるが、後者は無視できないので会話が困難である。弱電においても、ノイズが主体となる電気信号を妨げるため、これを防ぐ様々な方法が取り入れられている。
前述の例における「話しているそばで空吹かししているオートバイ」では、その対応がいくつか考えられる。考えられる対応としては、オートバイを遠ざけるか、建物の中など音を遮蔽できるところに自らまたはオートバイを移動するか、エンジンの爆音に負けない大声で喋るかである。弱電においてもその考えは変わらず、ノイズの発生源となる強電線や機器を弱電線から離して設置したり、電磁シールドで覆ってノイズの影響を軽減したり、あるいは「ノイズに負けないくらい大きな電力で音響機器を動作させる」や「途中で信号を補強してやる」などがある。また、信号の形態の変換、すなわち騒音の中では手旗信号で意思を伝え合うような、光通信などのデジタル化の併用といったことなども、広義においては弱電の範疇である。